# Origini îndepărtate
„Origini îndepărtate” (titlu original: „Distant Origin”) este al 23-lea episod din al treilea sezon al serialului TV american științifico-fantastic Star Trek: Voyager și al 65-lea în total. A avut premiera la 30 aprilie 1997 pe canalul UPN. În acest episod, Voyager întâlnește o rasă extraterestră, dar intră în conflict cu principiile lor. Voth sunt șopârle umanoide, iar intriga se învârte în jurul unui om de știință special care este interesat de studierea originii rasei Voth.
Scenariul a fost scris de Brannon Braga și Joe Menosky, episodul a fost regizat de David Livingston.

## Prezentare
În încercarea de a-și demonstra teoriile eretice, un savant reptilian îl răpește pe Chakotay și atrage întregul echipaj în conflictul dintre doctrina rasei sale și surprinzătorul adevăr despre originea acesteia.

## Rezumat
Pe planeta în care echipajul Voyager a fost mai devreme, profesorul Gegen și asistentul său Veer, doi paleontologi ai unei specii sauriene care a cucerit spațiul cosmic, cunoscută sub numele de Voth, descoperă rămășițele scheletice ale unui om, cel mai probabil ale lt. Hogan. Cei doi sunt fascinați de asemănarea genomului său cu propria lor specie, iar Gegen sugerează că acest lucru susține foarte controversata teorie a originii îndepărtate, care spune că rase Voth își are originea de pe o planetă foarte îndepărtată și nu din zona actuală a spațiului în care au pus bazele unui imperiu. Dovezi ale teoriei au fost căutate și de alți oameni de știință Voth, dar teoria este considerată eretică și a dus deseori la exilul lor.

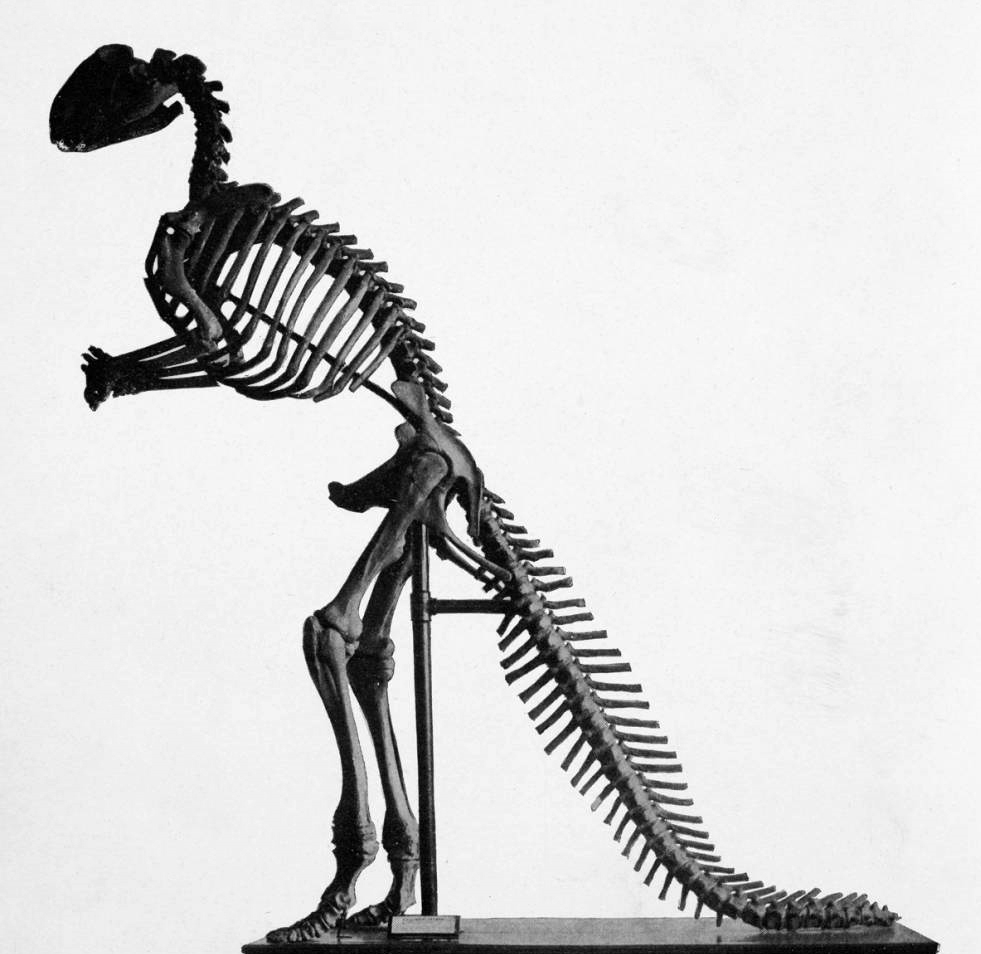

Pentru a confirma dovezile lor, Gegen și Veer caută originea scheletului, aflând astfel despre prezența navei Voyager în Cuadrantul Delta. Aceștia localizează nava și se teleportează camuflați la bord, pentru a observa comportamentul echipajului, în mare parte uman (mamifere). Senzorii de pe Voyager le detectează prezența, iar echipajul îi descoperă pe cei doi Voth. Veer se apără instinctiv lovind cu ace sedative pe Chakotay care leșină; Gegen îl ia pe Chakotay și se teleportează amândoi la bordul navei sale, fugind de pe Voyager. Doctorul îl examinează pe Veer și descoperă structura genetică similară a acestuia cu oamenii; el și căpitanul Janeway folosesc simulări pentru a determina faptul că rasa Voth provine dintr-o specie de dinozaur cunoscută sub numele de hadrosauri, din genul Parasaurolophus.
Gegen îl trezește pe Chakotay și îi explică situația, cerându-i să-l însoțească atunci când își prezintă dovezile în fața bătrânilor Voth; între timp, Voyager este capturat de nava-oraș Voth.
Gegen este judecat pentru erezie și devine curând clar că a fost găsit dinainte vinovat și „procesul” este doar o oportunitate pentru el de a-și retrage teoria și de a-și reduce pedeapsa. Veer, recuperat de pe Voyager, este constrâns să acționeze ca martor împotriva lui Gegen de către ministrul Odala. Chakotay încearcă să argumenteze pentru Gegen, observând că teoria oficială a originii Voth s-a schimbat atât de mult pentru a se potrivi cu ceea ce Voth dorește să creadă (că este prima rasă din zonă) și nu cu realitatea. Odala respinge acest lucru, condamnându-l pe Gegen să fie trimis o colonie-închisoare dacă nu-și retrage teoria. Când el încă refuză, Odala ordonă distrugerea lui Voyager, iar întregul echipaj al acestuia, dovezile teoriei sale, să fie trimis pe colonia-închisoare. Gegen, nedorind distrugerea navei și a oamenilor, își dă seama că nu are de ales decât să spună tuturor Voth că teoria sa este greșită.
Odala îi dă lui Gegen un nou loc de muncă în metalurgie și cere ca Voyager să părăsească spațiul Voth pentru totdeauna. Înainte de a pleca, Chakotay îi dă lui Gegen un glob cu Pământul, despre care Gegen spune că într-o zi, Voth îl va accepta ca lumea sa de origine.

## Actori ocazionali
- Henry Woronicz - Prof. Forra Gegen
- Christopher Liam Moore - Tova Veer
- Concetta Tomei - Minister Odala
- Marshall R. Teague - Haluk
- Nina Minton - Frola Gegen

## Producție
Scriitorul Brannon Braga a văzut episodul „Origini îndepărtate” ca o metaforă a relației dintre Galileo Galilei și Biserica Catolică. El l-a descris ca fiind „episodul perfect”, deoarece include nu numai acea metaforă, ci și o premisă  științifico-fantastică  de genul „ce-ar fi dacă” și o structură unică pe măsură ce episodul îi prezintă pe Voth în timp ce investighează oamenii.
Rasa Voth reapare în Star Trek Online ca parte a expansiunii „Season Eight”. Echipa de dezvoltare a sperat anterior să introducă specia, dar ideea a fost abandonată. Ca parte a reproiectării lor, au fost schimbați din oameni de știință pur și simplu, așa cum apar în episod, în soldați foarte avansați din punct de vedere științific. S-a creat o varietate de variante de trăsături Voth care nu au fost văzute în „Origini îndepărtate”, cum ar fi armuri electrice, precum și răpitori - un tip de inamic mult mai asemănător cu dinozaurii tipici.

## Efecte speciale
Acest episod prezintă nava spațială fictivă Star Trek Voth City Ship (nava oraș Voth), care a fost remarcată în 2015 ca fiind una dintre cele mai mari nave spațiale fictive care au apărut în televiziune și în filmele științifico-fantastice de până în acel moment. Cu o lungime de peste 9 km (6 mile), nava Voth este foarte mare pentru universul Star Trek și puțin mai mare decât nava spațială Varro Generational, care a apărut și în Star Trek: Voyager (în episodul „Maladia”). Cea mai mare navă spațială din acea perioadă a fost considerată ca fiind nava-mamă extraterestră din filmul Ziua Independenței din 1996, iar cea mai mare navă Star Trek de până atunci a fost V’Ger prezentată în blockbuster-ul Star Trek: Filmul din 1979.

## Primire
Cu toate că Michael Piller a părăsit echipa de producție a seriei Voyager la începutul celui de-al treilea sezon pentru a lucra la Star Trek: Insurecția, el a descris episodul „Origini îndepărtate” ca fiind cel mai bun episod al seriei de până atunci. TrekNews.net a clasat episodul în 2016 ca fiind al patrulea cel mai bun episod al seriei Star Trek: Voyager.
Când revista Dreamwatch a revizuit episodul pentru lansarea pe VHS, i-a dat un calificativ de șapte din zece, numindu-l „o gură binevenită de aer proaspăt”, dar a simțit că personajele extraterestre au fost inițial interpretate mai mult pentru valoarea comediei și a adăugat că, din moment ce industria de divertisment a fost implicată în McCarthismul anilor 1950, „orice lucru care sugerează că ar trebui prețuită libertatea intelectuală este un lucru bun”.
Din punct de vedere al dezvoltării științifico-fantasticului la nivel mondial, nava-oraș Voth a fost remarcată pentru dimensiunea și puterea sa asupra USS Voyager din acest episod.